# Sorbeoconcha
Die Sorbeoconcha („Sauggehäuseschnecken“) sind ursprünglich eine Gruppe unbestimmten Ranges innerhalb der Schnecken (Gastropoda), die erst von Ponder und Lindberg 1997 aufgestellt worden ist. Sie ist eine Untergruppe der Caenogastropoda (und Schwestergruppe der Architaenioglossa); sie enthält den größten Teil der Arten der Caenogastropoda. Im Systema Naturae 2000 wird der Gruppe Ordnungsrang zugewiesen.

## Charakterisierung
Die Sorbeoconcha sind durch einen in die Mantelhöhle hauptsächlich hineinströmenden Atemwasserfluss charakterisiert. Daher rührt auch der Name Sorbeoconcha (lat. sorbere = hineinsaugen, concha = Schale, Gehäuse) her. Bei anderen Gastropodengruppen ist der Hauptstrom eher herausfließend. Außerdem listen Ponder & Lindberg (1997) noch zehn weitere, vermutlich apomorphe Merkmale aus dem Merkmalsbereich des Protoconchs, der Radula, des Genitalapparats und des Nervensystems sowie in der Form des Osphradiums auf.

## Untergliederung
Die Gruppe wird von Ponder & Lindberg (1997) nicht streng im Linneisch-hierarchischen Sinn untergliedert, sondern phylogenetisch. Sie sprechen lediglich von einem „Clade“, also Ast. Auch Bouchet & Rocroi (2005) weisen der Gruppe keinen Rang zu. Erst das „Systema Naturae 2000“ (basierend auf de Bruyne, 2003?) weist den „Ästen“ des Phylogenetischen Systems von Ponder und Lindberg (1997) linneisch-hierarchische Ränge zu. Den Caenogastropoda wird dabei Überordnungsrang zugewiesen, den Sorbeoconcha Ordnungsrang. 
- Überordnung Caenogastropoda
  - Ordnung Sorbeoconcha Ponder & Lindberg, 1997
    - Unterordnung Discopoda P. Fischer, 1884
      - Überfamilie Cerithioidea Fleming, 1822
      - Überfamilie Campaniloidea Douvillé, 1904

    - Unterordnung Hypsogastropoda Ponder & Lindberg, 1997
      - Teilordnung Littorinimorpha Golikov & Starobogatov, 1975
      - Teilordnung Ptenoglossa J.E. Gray, 1853
      - Teilordnung Neogastropoda Thiele, 1929

Diese Gliederung ist jedoch durch die phylogenetische Analyse von Ponder & Lindberg z. T. nicht gedeckt. Beispielsweise ist die „Unterordnung“ Discopoda paraphyletisch. Auch die Neogastropoda (im Sinne von Ponder und Lindberg) sind problematisch, da sie die Familie Provannidae mit einschließen und damit paraphyletisch sind.